# Hello (мини-альбом Mamamoo)
Hello (с англ. — «Привет») — дебютный мини-альбом южнокорейской гёрл-группы MAMAMOO. Он был выпущен 18 июня 2014 года лейблом WA Entertainment, и был распространён компанией CJ E&M Music. Альбом содержит шесть треков, включая заглавный «Mr. Ambiguous». Альбому предшествовали три дополнительных сингла — совместная работа с Bumkey, K.Will, Хвисон, и Geeks. Альбом представляет собой смесь музыкальных стилей, включая R&B, хип-хоп и фанк.

## Релиз
Первый сингл MAMAMOO «Don't Be Happy» в сотрудничестве с Bumkey был выпущен 9 января 2014 года. Сингл занял 20-е место в Gaon Digital Chart и 24-е место на Billboard Korea K-Pop Hot 100. Затем они выпустили сингл «Peppermint Chocolate» с K.Will (с участием Хвисона) 11 февраля. Песня имела коммерческий успех, заняв десятую и седьмую позицию в вышеупомянутых чартах. Третий совместный сингл MAMAMOO, «Heeheehaheho», с дуэтом Geeks, был выпущен 30 мая и пиковые позиции — под номерами 50 и 45.
18 июня 2014 года был выпущен первый мини-альбом группы, Hello. Он содержит три ранее выпущенных коллаборации и четыре новые песни, включая титульный — «Mr. Ambiguous». Он был выпущен как в физическом, так и в цифровом формате, но «Peppermint Chocolate» включен только в физическую версию альбома. Альбом дебютировал под номером 19 в Gaon Album Chart на третьей неделе июня 2014 года. «Mr. Ambiguous» вошел в Gaon Digital Chart под номером 53, и достиг пика под номером 19 две недели спустя. Также занял 28 позицию в K-Pop Hot 100. MAMAMOO были очень удивлены позициям песни, так как она имела уникальный стиль и не была рассчитана на широкие массы. В ноябре 2015 года альбом снова вошел в Gaon Album Chart, достигнув пика под номером 16. Это произошло из-за роста популярности группы после победы в шоу "Бессмертных песен".

## Создание
Альбом был спродюсирован генеральным директором WA Entertainment, Ким До Хуном. «Mr. Ambiguous» был сочинен Ким До Хуном, с лирикой, написанной Мин Ён Чже и Louie. Песня вдохновлена ретро с ритмом фанка и прогрессией аккордов блюзового рока, и демонстрирует «блюзовые, одухотворенные» голоса группы. С точки зрения лирики, это предупреждение «мистеру неоднозначному», человеку с непонятным поведением, который не честен в своих чувствах. «Heeheehaheho» — это песня жанра R&B с хип-хоп битом, написанная Ким До Хуном и eSNa в которой также участвовали Geeks и Хваса. «Baton Touch» — это песня с фанк-ритмом, написанная Пак Ву Сангом, а «I Do Me» — это сольное сочинение хип-хопа Хвасы. «Peppermint Chocolate» — это песня в стиле ретро с фанк-ритмом, написанная Ким До Хуном и eSNa, с лирикой Ким Ёны и Хвисона. «Don't Be Happy» изначально было написано eSNa в акустическом стиле но было переделано Ким До Хуном в песню R&B.

## Продвижение
Клип для «Mr. Ambiguous» был выпущен вместе с альбомом. Видео выполнено в стиле ретро и включает черно-белые кадры, которые выглядят как закулисная съемка. Это помогло продемонстрировать выступления известных музыкантов, в том числе Ли Чон Хена в качестве гитариста. В клипе Юнг Джун Янг сыграл роль штатного директора, K.Will — фотографа, Хвисон — режиссёр музыкального видео, Rhymer — режиссёр камеры, Bumkey — хор, Don Spike — пианист, а Бэк Джи Янг — продюсер. В конце видео происходит скрытая камера, начиная с того, что Бэк Джи Янг спрашивает MAMAMOO, почему они не поют вживую во время съемки. После того, как они снова исполняют песню, она критикует выступление и говорит, что разочарована группой. Потрясенная реакция участников на это является подлинной, потому что им заранее не сказали, что Бэк Джи Янг будет действовать во время этой сцены.
Группа дебютировала на Mnet’s M! Countdown 19 июня. За этим последовали выступления на других музыкальных шоу. 27 июня у них было специальное выступление на Music Bank, где они исполняли «Peppermint Chocolate» вместе с K.Will и Рави из VIXX. В эпизоде Music Bank 18 июля они исполнили новую версию «Mr. Ambiguous» с джазовым вступлением, танцевальным брейком и лирикой из «Billie Jean» Майкла Джексона — часть новой лирики была «Billie Jean is not my lover, MAMAMOO is the only lover». 10 июля 2015 года они появились в Набросках Ю Хи Ёля, где они исполнили переделанную версию «Mr. Ambiguous», которая включает в себя тексты популярных K-pop песен.

## Список композиций
| №                | Название                                        | Автор                             | Композитор      | Продюсер                  | Длина |
| ---------------- | ----------------------------------------------- | --------------------------------- | --------------- | ------------------------- | ----- |
| 1                | «Hello»                                         | eSNa                              | Ким До Хун eSNa | Ким До Хун                | 0:43  |
| 2                | «Mr. Ambiguous (Mr. 애매모호)»                  | Мин Ён Чже Louie                  | Ким До хун      | Ким До Хун                | 3:41  |
| 3                | «Heeheehaheho (히히하헤호)» (вместе с Geeks)    | eSNa Ким До Хун Lil Boi Луи Хваса | Ким До Хун eSNa | Ким До Хун                | 3:44  |
| 4                | «Baton Touch»                                   | Пак Ву Сан                        | Пак Ву Сан      | Пак Ву Сан                | 2:52  |
| 5                | «My Heart (내맘이야)» (соло Хвасы)              | Ан Хе Чжин                        | Ан Хе Чжин      | Zo Джо Чже Хёп Сео Чжи Ын | 3:07  |
| 6 (только на CD) | «Peppermint Chocolate» (вместе с Bumkey)        | eSNa                              | eSNa            | Ким До Хун                | 3:36  |
| 7                | «Don’t Be Happy (행복하지마)» (вместе с Bumkey) | Ким Ёна Хвисон                    | Ким До Хун eSNa | Ли Санг Хо                | 3:36  |
| Общая длина:     | Общая длина:                                    | Общая длина:                      | Общая длина:    | Общая длина:              | 21:13 |